# قدرة أمتصاص الأكسجين الجذرية

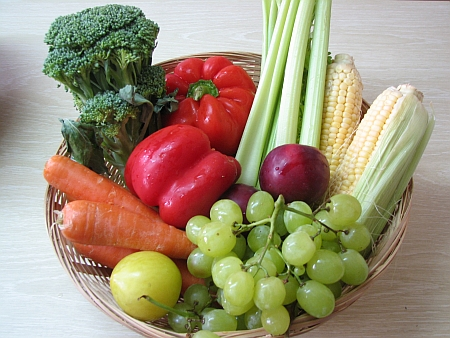

قدرة امتصاص الأكسجين الجذرية هي طريقة لقياس قدرات مضادات الأكسدة في العينات البيولوجية في المختبر.
وقد تم اختبار مجموعة واسعة من الأطعمة باستخدام هذه الطريقة، مع بعض التوابل والتوت والبقوليات. حيث صنفت في جداول واسعة للغاية ونشرت ذات مرة من قبل وزارة الزراعة في الولايات المتحدة، ولكن تم سحبها في عام 2012 نظرا لعدم وجود علاقة متبادلة بين نتائج الاختبار والنشاط البيولوجي تفيد بعدم وجود أي دليل فسيولوجى في الجسم الحى لدعم نظرية الراديكالية الحرة. على الرغم من أن كل هذا لم يكن من جانب واحد فقط، ولكن جاء موقف الأغلبية يدعم قرار وزارة الزراعة الأمريكية. تشمل القياسات البديلة لكاشف المركبات الفينولية واختبار القدرة المضادة للأكسدة يعادل تولوكساتون.